# Гигиеническая прокладка

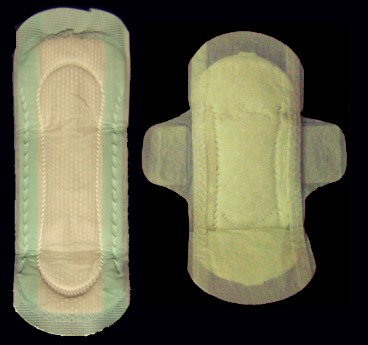
Одноразовые гигиенические женские прокладки старого образца с крыльями и без

Женская гигиеническая прокладка — приспособление для сбора менструальной крови. Прокладка прикрепляется изнутри к трусам, прилегает к телу в промежности и собирает кровь, выделяющуюся из влагалища. Прокладки используются наряду с тампонами или менструальными колпачками, которые вводятся во влагалище и впитывают/собирают выделения внутри влагалища.

## История прокладок

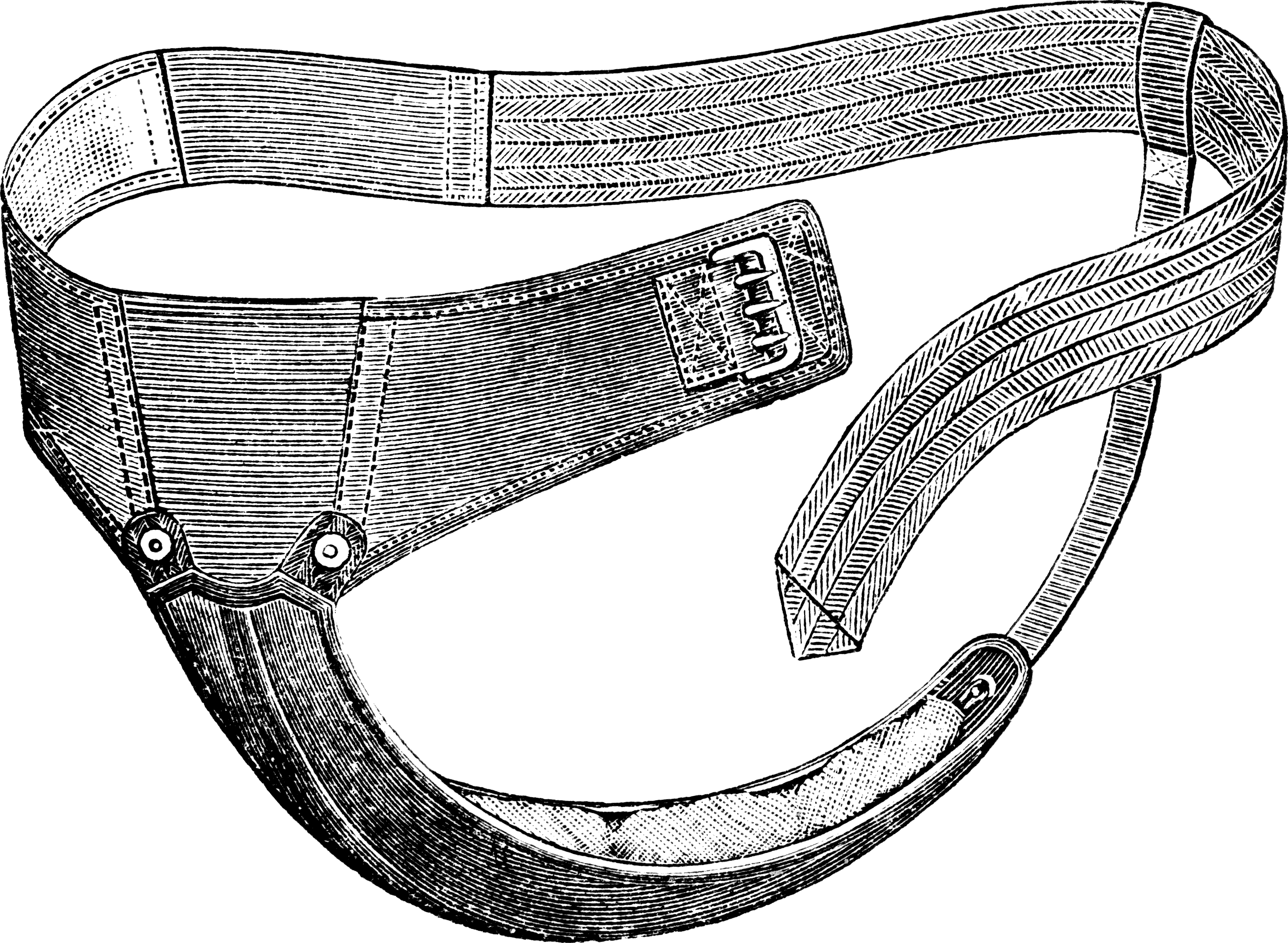
Вариант «гигиенического» пояса

Одноразовые женские прокладки появились только в начале XX века, хотя попытки их производства предпринимались и в конце XIX века, но безуспешно.
Самодельные женские прокладки, как и тампоны впрочем, в разных видах употреблялись у разных народов с древности. Впервые попытку промышленного выпуска и реализации предприняли в 1895 году немецкая компания Hartmann предложив на продажу в Лондоне «гигиенические салфетки» и в 1896 году Johnson & Johnson предложивший для реализации «Прокладки Листера». Оба предложения оказались не востребованными женщинами. Следующую попытку предприняла компания Kimberly-Clark в 1921 году, после окончания Первой мировой войны, когда решала вопрос сбыта избытка крепированной бумаги, которую производила во время войны как более дешёвый и гигроскопичный перевязочный материал. Свою прокладку компания назвала «Cotex» (от англ. cotton «хлопок, хлопчатобумажный» + англ. texture «текстура»), изделие продвигаемое рекламной компанией набрало популярность. В 1933 году был запатентован тампон из ваты называвшийся «Tampax», а в 1937 году Леоной Чалмерс менструальная чашечка. С 1960-х годов с развитием химической промышленности, начали вводиться в состав прокладок полимерные материалы.
Первые самоклеящиеся прокладки появились только в 1970-х годах, до этого женщины использовали специальный пояс с пуговицами, к которому крепились многослойные сменные прокладки из мягкой ткани или ваты, а также резиновые «трусы», удерживающие ватные или марлевые прокладки.
Во многих странах тема менструальной гигиены остаётся табуированной. В Индии изобретатель Аруначалам Муруганантам, занявшийся вопросом создания недорогих прокладок, столкнулся с остракизмом: от него ушла жена и отвернулись все родные и соседи, в прочем когда к нему пришла популярность то ситуация изменилась в лучшую сторону. В Индии действует несколько организаций, занимающихся производством дешёвых прокладок для бедных, в частности, Goonj.

## Виды прокладок

### Многоразовые женские прокладки

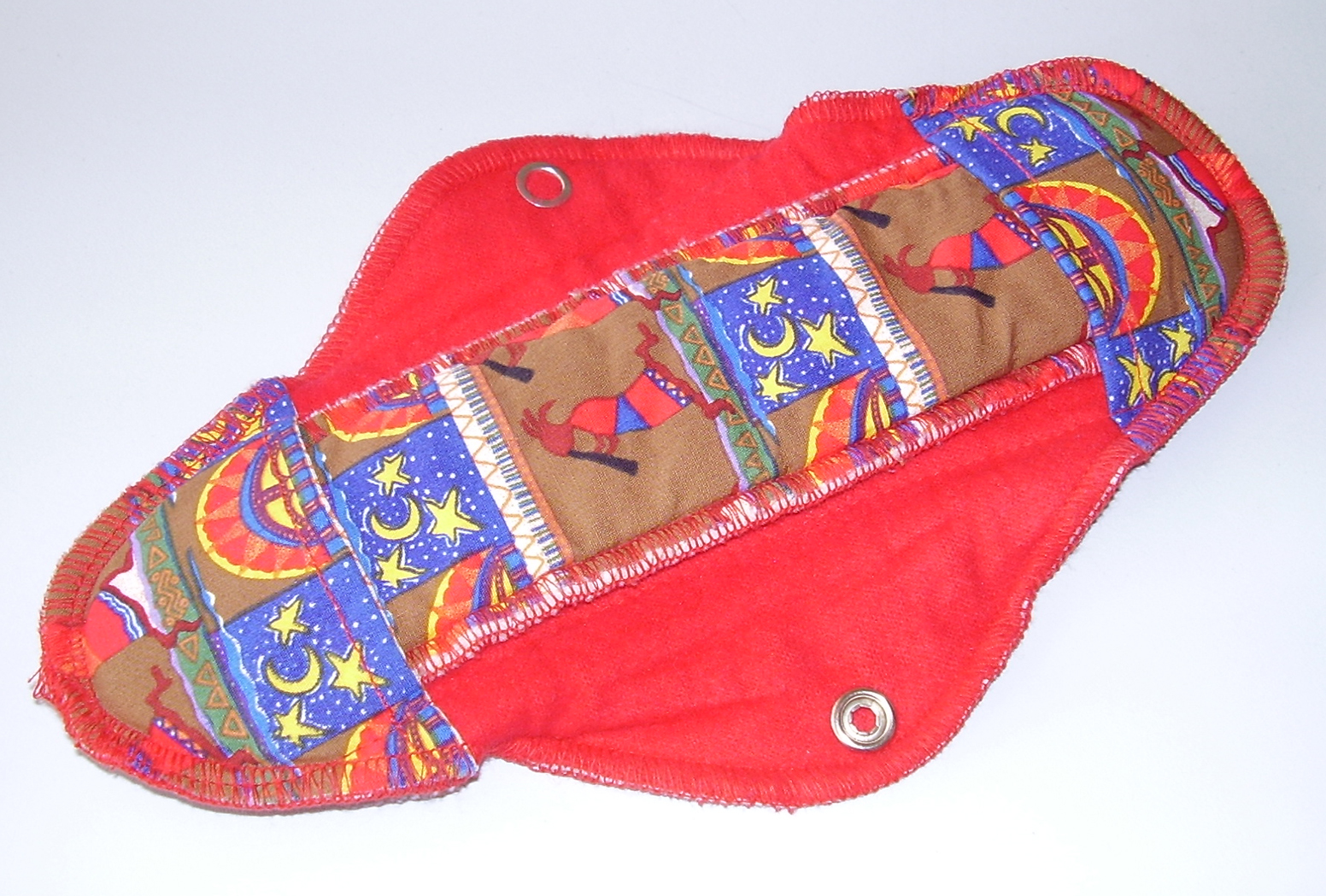
Вариант многоразовой женской прокладки

Многоразовые прокладки используются и поныне, они экологичнее.

### Одноразовые женские прокладки

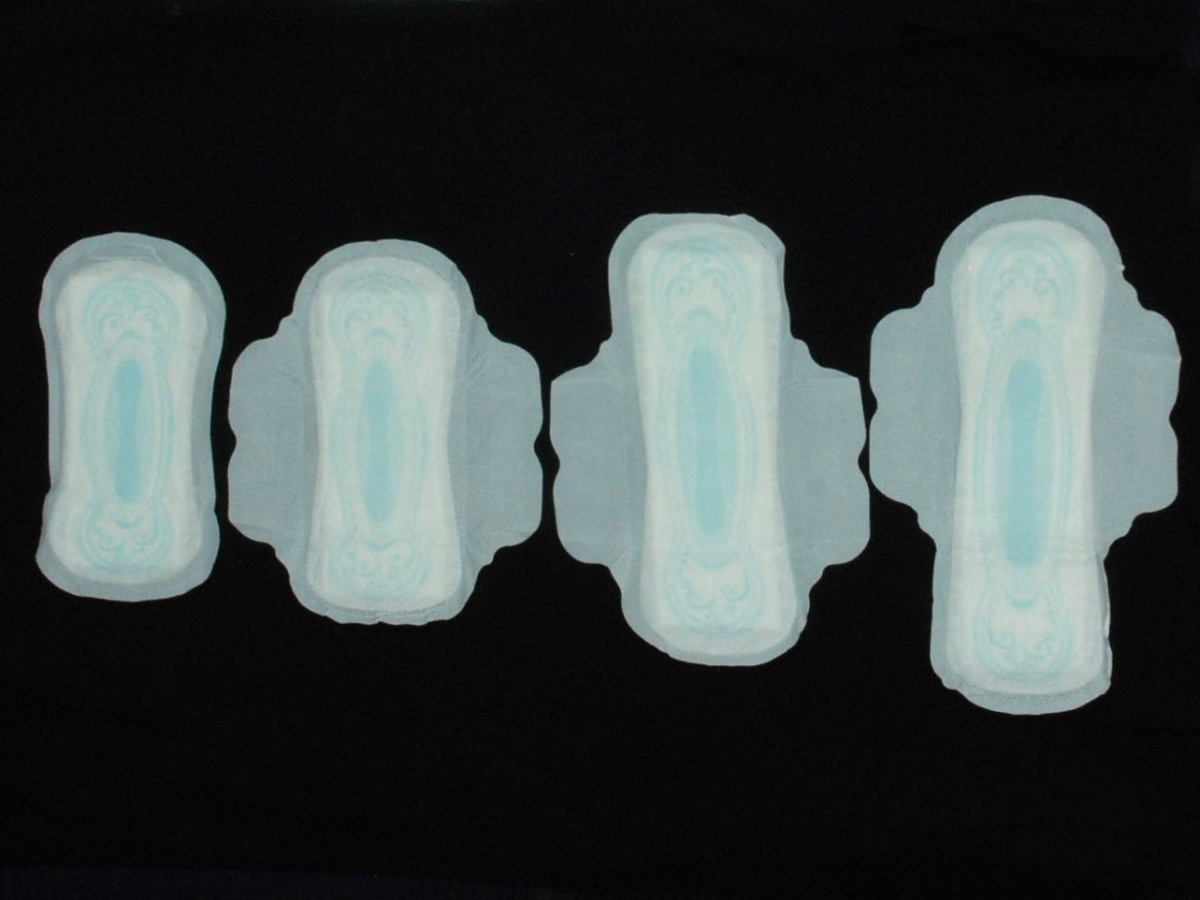
Одноразовые прокладки разной формы и мощности впитывающего слоя зависящие от количества выделений и индивидуальных анатомических особенностей наружных женских половых органов

Прокладки разной толщины: ультратонкие, тонкие, толстые и экстра-толстые — используются в зависимости от обильности кровотечения, прокладки разного размера — в зависимости от времени суток (более длинные и более широкие — ночью). «Крылышки» в середине длинных сторон улучшают крепление прокладки к трусам.
В акушерстве и гинекологии используются специальные послеродовые прокладки для абсорбции крови, околоплодных вод и кровянистых выделений после родов.
Устройство одноразовых прокладок
Современные одноразовые прокладки представляют собой многослойные изделия различной формы, чаще прямоугольной, эллипсоидной. Поверхность может быть с тиснением, с нанесённым рисунком. В состав могут вводиться ароматизаторы, запахопоглощающие сорбенты и т. п. По бокам могут располагаться клапаны («крылышки ») для крепления к нижнему белью.
Имеющиеся у всех одноразовых прокладок слои:
- верхний покровный — предназначен для изоляции остальных слоёв от кожи и пропуска выделений к ним, изготавливается из полимерной плёнки с микропорами или нетканых материалов, могут применяться и другие аналогичные материалы;
- абсорбирующий — предназначен для абсорбции и удержания выделений, изготавливается из рыхло расположенных целлюлозных, синтетических, хлопковых волокон (ваты) и других впитывающих природных и искусственных материалов, также могут быть добавки суперабсорбента[англ.];
- защитный — предотвращает вытекание выделений, изготавливается обычно из полимерной плёнки;
- фиксирующий — предназначен для приклеивания к нижнему белью;
- антиадгезионный (может быть совмещён с индивидуальной упаковкой) — закрывает клеевой слой до применения, изготавливается из полимерной плёнки или силиконизированной бумаги.

Также, могут быть всякие дополнительные слои, чаще всего:
- распределительный — располагается между верхним покровным и абсорбирующим слоем, предназначен для равномерного распределения выделений по прокладке, изготавливается из нетканых материалов, из целлюлозной или древесной бумаги санитарно-технического назначения;
- наружный (нижний) покровный — располагается между защитным и фиксирующими слоями, изготавливается из тех же материалов, что и верхний покровный слой.

Формы, размеры, материал, состав производимых прокладок разнообразен и зависит от производителя. Качество производимых прокладок может влиять на их удобство применения и на здоровье женщины, как и соблюдение правил их ношения и личной гигиены наружных половых органов самой женщиной. Следует отметить, что «крылышки» способствуя лучшему удержанию на белье прокладок, у некоторых могут вызвать мацерацию кожи. А выражение «дышащие прокладки» означающее, что прокладки якобы испаряют свободно влагу и не создают парниковый эффект (естественно женщины посредством половых органов при этом не дышат), по большей части является маркетинговым приёмом и результатом самовнушения от эффекта плацебо, так как защитный слой практически воздухонепроницаем без потери способности удерживать выделения. Уменьшению потливости и увлажнения кожи способствует увеличение толщины самой прокладки, применение натуральных материалов вместо синтетических, рельефность поверхности. Этому также может способствовать наличие волосяного покрова, создающего воздушную прослойку между кожей и прокладкой. Наличие дополнительных химических добавок как в самих составных материалах, так и в виде отдушек может способствовать развитию аллергических реакций, например, дерматитов у лиц склонных к ним, либо приводить к изменениям pH среды и вызывать раздражения, зуд.
Ежедневные прокладки
Ежедневные прокладки используются для защиты белья от ежедневных выделений. Однако, врачи-гинекологи не рекомендуют пользоваться ежедневными прокладками, так как они могут провоцировать появление дисбактериоза и молочницы.
Одноразовые тест-системы
Одноразовые тест-системы (например, «Амниотест») — прокладка типа гигиенической, которая используется на поздних сроках беременности для проверки подтекания околоплодных вод. Может применяться женщиной самостоятельно. Представляет собой прокладку на нижнее белье. Прокладка впитывает жидкость поступающую на её поверхность. Индикатор (жёлтая полоска внутри прокладки) изменит цвет на зелёно-голубой при попадании жидкостей с уровнем кислотности выше 5. Амниотическая жидкость (околоплодные воды) обладает кислотностью выше 6,5. Цвет полимера изменится при контакте с нею. Таким же образом прокладка отреагирует только на кислые жидкости. При этом физический контакт тела женщины с диагностическими компонентами исключается. К достоинствам амниотестов можно отнести доступность, наглядность и простоту применения. 

### Урологические женские прокладки
Урологические гигиенические прокладки для женщин применяются при недержании мочи.

## Женские прокладки в соцкультуре
Вопросы женских гигиенических прокладок в большинстве обществ мира затабуированы, как связанные с интимной стороной жизни, одновременно с этим, в некоторых странах проводится свободная их реклама, в том числе по телевидению. Хотя, при этом обычно вместо крови демонстрируется жидкость синего цвета.
Предметы женской гигиены используются также трансгендерами. Гигиенические прокладки могут применяться мужчинами при геморроидальных кровотечениях. Также, прокладки могут быть использованы в быту не по прямому назначению.
В некоторых странах одноразовые прокладки не применяются вообще вследствие незнания, бедности, культурных обычаев. В некоторых странах выдаются бесплатно, к примеру, в Шотландии, Новой Зеландии, Франции (студенткам), Финляндии (учащимся).

## Производство и утилизация прокладок

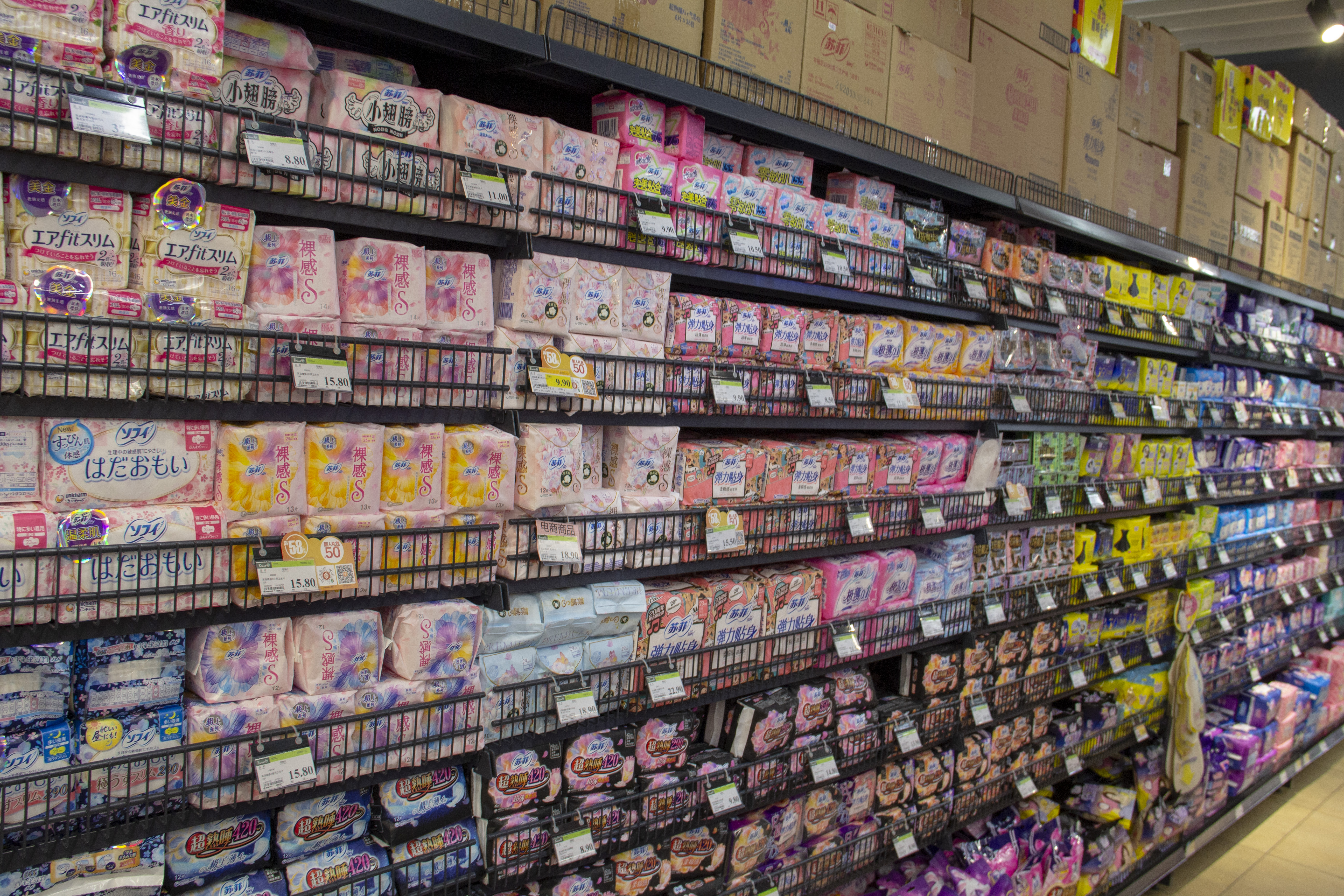
Упаковки с одноразовыми прокладками на прилавках магазина

В среднем, расчётно, каждой женщиной репродуктивного возраста в год может использоваться свыше 200 одноразовых прокладок, за всю жизнь более 10 000 штук. В одних только США ежегодно выкидывается с твёрдыми коммунальными отходами около 12 000 000 000 одноразовых гигиенических прокладок и 7 000 000 000 тампонов, вдобавок ещё несколько миллиардов штук и тех и других смывается в систему канализации. При этом, там же только на приобретение тампонов тратится по всей стране около 3 млрд. долларов ежегодно.
Одноразовые женские прокладки представляют немалую проблему коммунальным службам по всему миру, так как бросаемые в систему самотёчной канализации (попадают из унитазов и систем ливневого стока) приводят к образованию заторов в трубах, забиванию канализационных коллекторов, насосных станций и решёток очистных сооружений. Раскидывание же их на рельефе местности сказывается на экологической ситуации, к примеру, прокладки можно встретить даже в тундре. Доставляют они эстетические проблемы и самим женщинам, нередко жалующимся на захламлённость ими женских туалетов.
В целях минимизации экологического ущерба в некоторых странах предпринимаются попытки замены одноразовых прокладок на многоразовые, применения биоразлагаемых материалов вместо полимеров при производстве одноразовых прокладок, использования менструальных чашечек вместо прокладок.